# Aleš Háma
Aleš Háma (* 6. května 1973 Karlovy Vary) je český herec, zpěvák, kytarista, moderátor a komik.
V roce 1988 nastoupil na Pražskou konzervatoř, kde studoval mimo jiné s Jakubem Wehrenbergem, Adélou Gondíkovou, Terezou Pergnerovou nebo Kateřinou Hrachovcovou. Ještě při studiu nastoupil v roce 1993 do angažmá kladenského divadla. Po absolutoriu na konzervatoři (1994) pracoval téměř dva roky v USA v kalifornském Palo Alto (San Francisco). Po návratu zpět do vlasti stál v roce 1996 u vzniku hudební skupiny Hamleti, která v nezměněné sestavě hrála až do ukončení své činnosti v roce 2020. Téhož roku nastoupil spolu s Jakubem Wehrenbergem do rádia Frekvence 1, kde společně vysílali 7 let pořady Peřiňák, Hodiny zpěvu a tance, Nedělní filmovka, Knedlo zelo vepř aneb Každá rána dobrá a jiné.
V roce 2000 ztvárnil postavu Doodyho ve svém prvním muzikálu Pomáda, poté se objevil například v představeních Rebelové, Tři mušketýři, Jak se lítá vzhůru a dalších. V českém dabingu Shark Tale (2004) Háma poskytl hlas Oscarovi.
Jako moderátor pracuje prakticky pro všechny české televizní stanice, dále moderuje v češtině a angličtině celou řadu významných českých společenských akcí.
Aleš Háma je ženatý a má dva syny. Starší Jáchym je reportér TV Nova.
Dříve také účinkoval v divadelních představeních Partičky jako moderátor, účinkující a hudebník.

## Moderování
- soutěžní pořad Čtyři v obraze
- anketa Atlet roku
- soutěž Taxík
- soutěž Duety… když hvězdy zpívají
- soutěž Kde domov můj?
- show Tvoje tvář má známý hlas (8. a 9. řada, s Ondřejem Sokolem)
- hudební ceny Český slavík 21 (s Ondřejem Sokolem)
- hudební ceny Český slavík 2022 (s Ondřejem Sokolem a Terezou Pergnerovou)
- hudební ceny Český slavík 2023 (s Ondřejem Sokolem)

## Filmografie, výběr

### Televize
- 1991 Kdyby tisíc klarinetů
- 1996 Periferie
- 1997 Rande (televizní show)
- 1998 Policajti z předměstí (televizní seriál)
- 2001 Vůně vanilky
- 2004 Pojišťovna štěstí (televizní seriál)
- 2007 Láska in memoriam
- 2007 Operace Silver A
- 2007 Tři životy
- 2014 Ulice
- 2017 Tvoje tvář má známý hlas
- 2021–2022 V karavanu po Česku
- 2023 Souboj na talíři (3. série 1. epizoda)
- 2025 Limity

### Film
- 2002 Útěk do Budína
- 2016 Strašidla

### Muzikály
- 2000 Pomáda – Doody
- 2002 Jak se lítá vzhůru – Petr Janda
- 2003 Rebelové – Eman a Bob
- 2004 Tři mušketýři – Planchet
- 2007 Angelika – Geno
- 2007 Producenti – Leo Bloom
- 2008 Adéla ještě nevečeřela – hlavní role
- 2008 Limonádový Joe – Joe
- 2009 Dracula – Šašek
- 2010 Ať žije rokenrol – MUDr. Chvála
- 2010 Baron Prášil – Nomen

## Diskografie
- Plesová sezóna, 2011

## Dabing
- Teorie velkého třesku, 2008 – TV seriál, postava Leonard Hofstadter (Johnny Galecki)
- VALL-I, 2008 – film, M-O (Ben Burtt)
- Ratatouille, 2007 – film, Lalo (Julius Callahan)
- Příběh žraloka, 2004 – film, Oscar (Will Smith)
- U nás na farmě, 2004 – film, Buck (Cuba Gooding)